# Liotella rotula
Liotella rotula är en snäckart som först beskrevs av Suter 1908.  Liotella rotula ingår i släktet Liotella och familjen pärlemorsnäckor. Inga underarter finns listade i Catalogue of Life.